# Citroën C3 Pluriel
La Citroën C3 Pluriel è una autovettura con carrozzeria cabriolet di segmento B prodotta dal 2003 fino al 2010 dalla casa automobilistica francese Citroën.
Deriva dalla prima generazione della Citroën C3.

## Storia

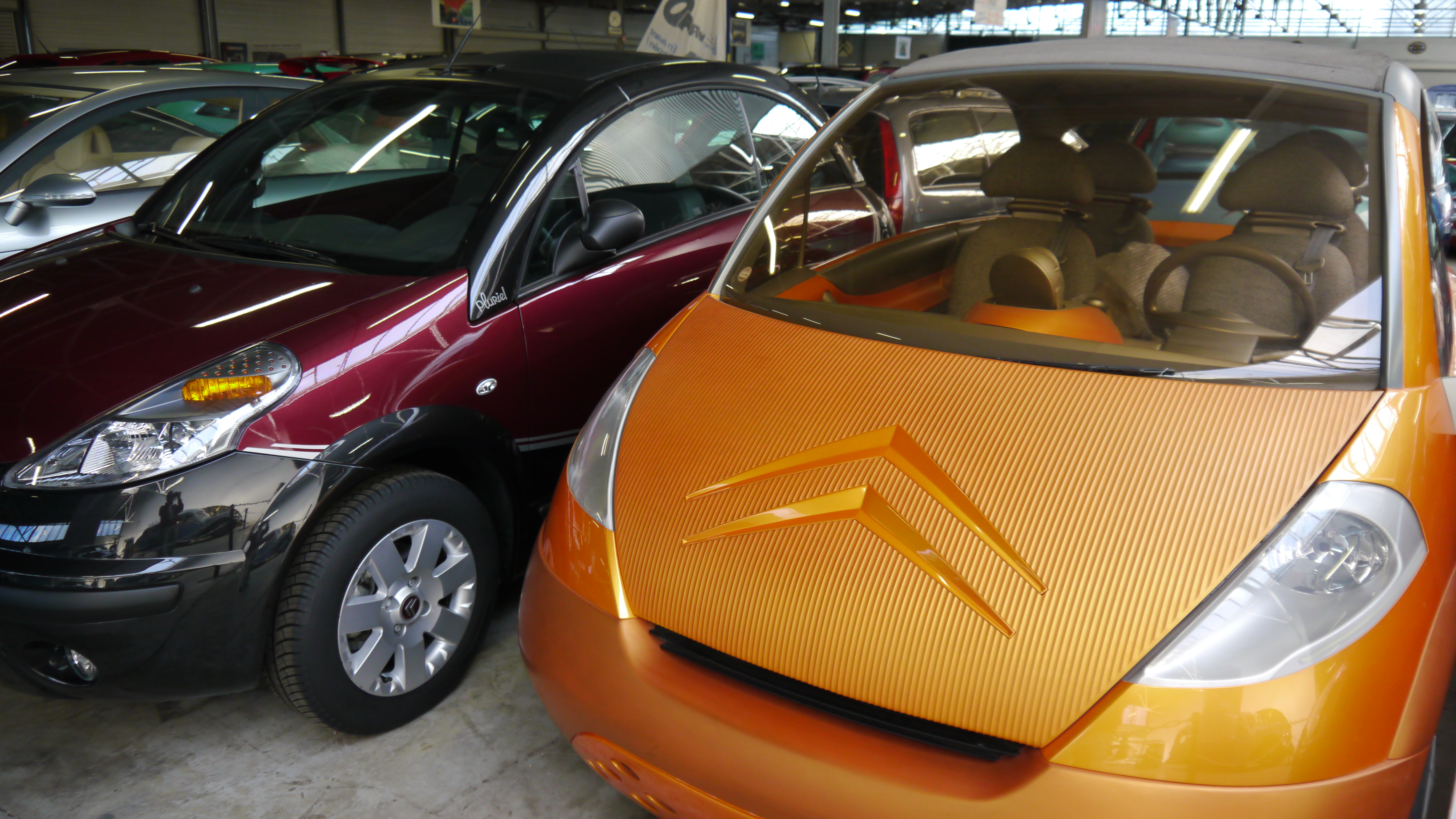
La Citroën C3 Air, concept car da cui deriva la Pluriel

La carrozzeria berlina a due volumi non è stata l'unica con cui la C3 prima serie è stata proposta: nella primavera del 2003, infatti, la gamma della piccola utilitaria francese si allargò con l'arrivo della C3 Pluriel, una C3 rivista anche in molti dettagli estetici, tra cui il disegno dei gruppi ottici e la forma di non pochi lamierati. La particolarità della C3 Pluriel sta nella possibilità di trasformarsi in cabriolet, in spider a due posti e addirittura in pick-up, grazie al suo tettuccio rigido ripiegabile e ai montanti asportabili. Questo aspetto, sebbene conferisca una particolare personalità alla vettura, porta con sé anche alcuni nei. Per esempio, il passaggio da una configurazione all'altra avviene manualmente e non esiste un vano apposito in cui riporre le parti asportate, e tutto ciò può essere fonte di evidenti disagi in caso di improvviso maltempo. In più la giuntura tra gli archi asportabili e il parabrezza fisso aveva problemi di accoppiamento che portavano a un gocciolamento all'interno dell'abitacolo, più serio nei primi lotti di produzione.
Stilisticamente diversa dalla C3 berlina, la Pluriel è caratterizzata da un frontale molto più liscio e meno tormentato: la calandra a listelli sparisce, lasciando il posto a un cofano spianato, i fari sono meno spigolosi, più curvilinei e dal design più ricercato. Essendo una convertibile, anche il design dei fari posteriori cambia, così come pure le loro dimensioni, che si riducono notevolmente.
Nonostante i suoi limiti, la C3 Pluriel è stata nel 2004 una delle auto scoperte più vendute in Italia, in quanto gran parte della clientela ne ha riconosciuto praticità e charme appartenuti alla 2CV.
Nello stesso anno il designer svizzero Franco Sbarro realizzò una propria versione della Pluriel. Tale modello presentava un design più sportivo e l'introduzione di un nuovo propulsore PSA da 210 CV di potenza montato in posizione trasversale.

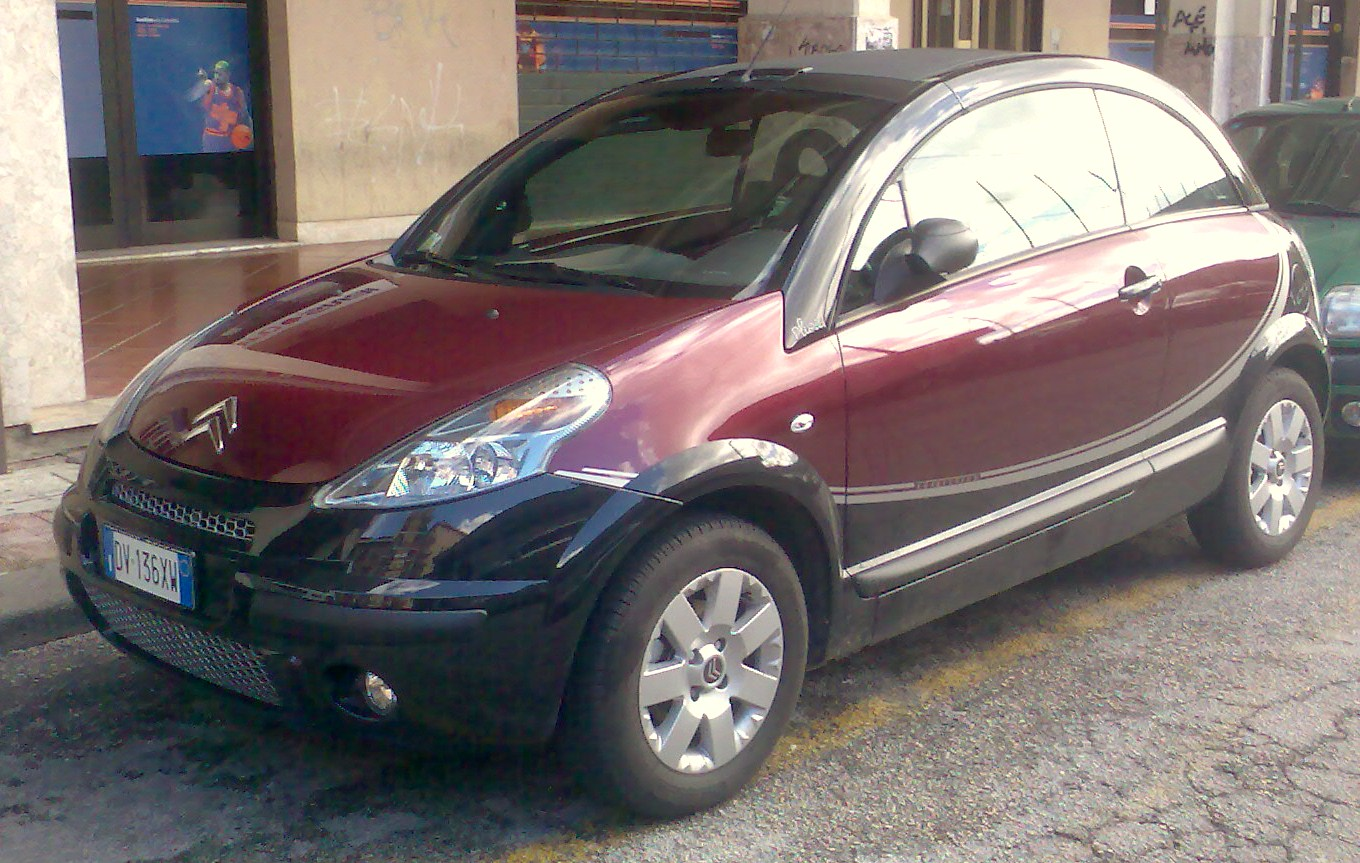
Una Citroën C3 Pluriel Charleston

Tra la fine del 2008 e l'inizio del 2009 la C3 Pluriel è stata proposta anche in versione Charleston, un nome che rievoca una serie speciale della 2CV. Come in quest'ultima, anche la C3 Pluriel Charleston è stata proposta in verniciatura bicolore nero-bordeaux. Per la C3 Pluriel ci sono della variazioni nella gamma motoristica rispetto a quanto visto per la berlina: per cominciare non esiste con motore 1.1 e neppure con 1.6 HDi, ma esistono solo 1.4 e 1.6 a benzina e 1.4 HDi. Il cambio robotizzato SensoDrive, inoltre è previsto solo sulle versioni 1.6, e strettamente di serie, mentre non è previsto sulle altre versioni, neppure come optional. Non esistono quindi neppure C3 Pluriel 1.6 con cambio manuale.
La dotazione di serie prevede airbag frontali e laterali, vetri elettrici anteriori e posteriori, climatizzatore manuale, computer di bordo, cruise control, impianto stereo, volante regolabile in altezza e profondità, fendinebbia e divano frazionabile. Ma un dispositivo come l'ESP, oramai importante negli anni 2000 anche su una vettura di fascia bassa, sulla Pluriel si paga a parte. Tra gli altri optional, spiccano la selleria in pelle bicolore, il climatizzatore automatico e i sensori di parcheggio.
Nel mese di aprile del 2008 la C3 Pluriel è stata sotto posta a un lieve restyling, visibile specialmente nel frontale, che adotta fari fumè e lo stemma frontale della casa ingrandito. All'inizio del 2010 il modello esce di produzione per essere sostituito oltre due anni dopo dalla DS3 Cabrio.

## Motorizzazioni
| Citroën C3 Pluriel (2003-10)  |        |                |                                           |                |               |                    |                 |                    |              |                     |                    |                      |                    |
| Modello                       | Motore | Cilindrata cm³ | Alimentazione                             | Potenza CV/rpm | Coppia Nm/rpm | Cambio/ N°rapporti | Freni ant./post | Massa a vuoto (kg) | Velocità max | Acceler. 0–100 km/h | Consumo (l/100 km) | Emissioni CO2 (g/km) | Anni di produzione |
| Versioni a benzina            |        |                |                                           |                |               |                    |                 |                    |              |                     |                    |                      |                    |
| C3 Pluriel 1.4                | TU3JP  | 1360           | Iniezione elettronica indiretta           | 73/5400        | 118/3300      | M/5                | DA/T            | 1.136              | 160          | 13"8                | 6,2                | 163                  | 2003-10            |
| C3 Pluriel 1.6 16v Sensodrive | TU5JP4 | 1587           | Iniezione elettronica indiretta           | 109/5750       | 147/4000      | R/5                | DA/D            | 1.177              | 185          | 11"6                | 6,6                | 157                  | 2003-08            |
| Versioni a gasolio            |        |                |                                           |                |               |                    |                 |                    |              |                     |                    |                      |                    |
| C3 Pluriel 1.4 HDi            | DV4TD  | 1398           | Turbodiesel iniezione diretta common rail | 68/4000        | 150/1750      | M/5                | D/T             | 1.189              | 158          | 16"1                | 4,4                | 120                  | 2004-10            |